# LGV Rhône-Alpes

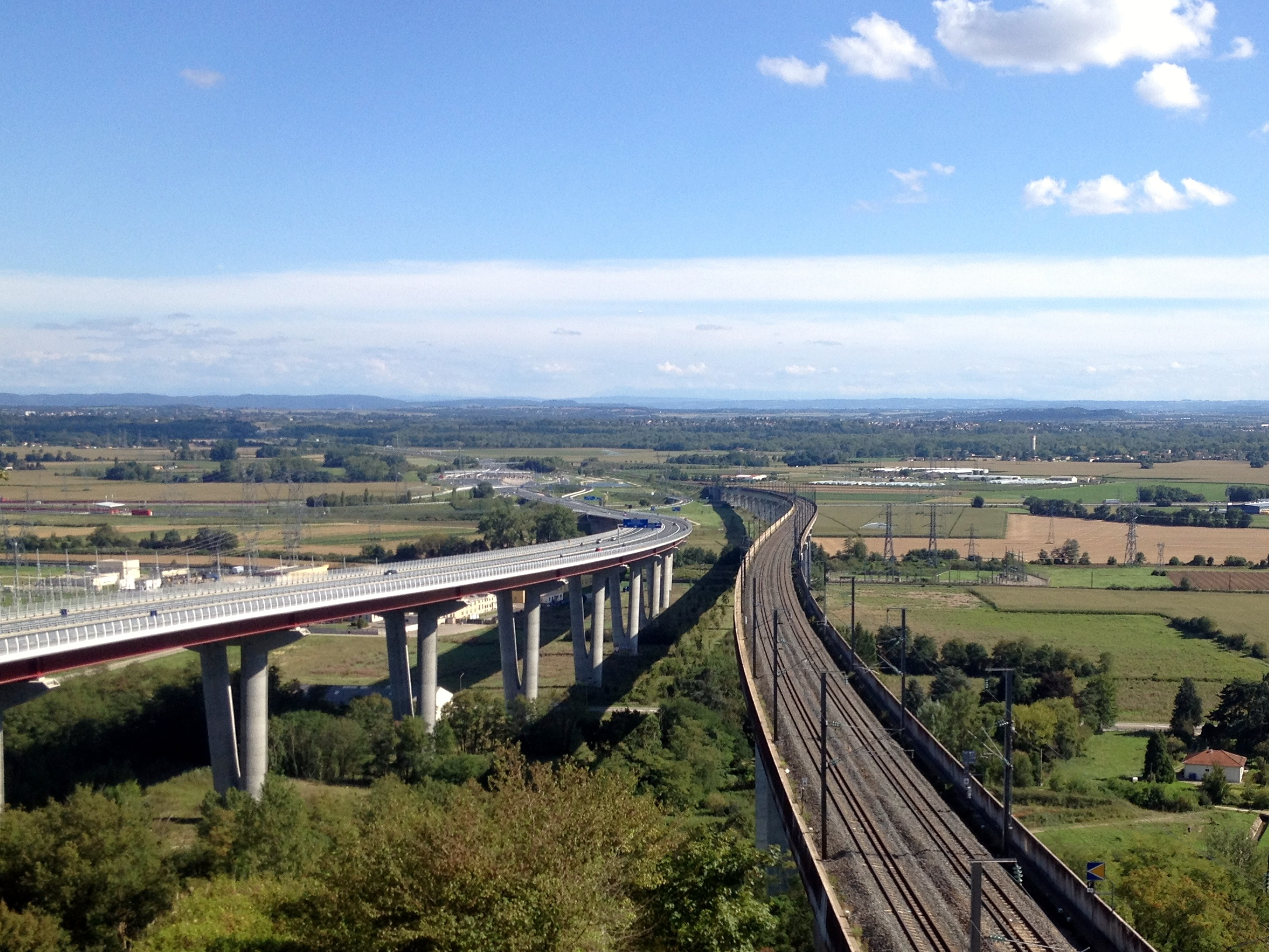
A vonal

Az LGV Rhône-Alpes egy 115 km hosszú franciaországi kétvágányú, 25 kV 50 Hz-cel villamosított, nagysebességű vasútvonal, a TGV-hálózat része. Nevét Rhône-Alpes régióról kapta, mely területét átszeli. A vasútvonalat 1994-ben nyitották meg. Kelet felől elkerüli Lyon városának sűrűn lakott kerületeit. A várost a Gare de Lyon-Saint-Exupéry TGV állomás révén szolgálja ki. A vonal folytatása Valence után, az LGV Méditerranée. A vasútvonalat két szakaszban építették meg: az első szakaszt az 1992-es Albertville-i téli olimpia alkalmával helyezték üzembe.

## A vonal
A vasútvonal négy départment-en halad keresztül:
- Ain
- Rhône
- Isère
- Drôme

Két szakaszból áll: 
- a 42 km hosszú Montanay- Saint-Quentin-Fallavier szakasz
- a 73 km hosszú Saint-Quentin-Fallavier-Valence szakasz

Saint-Quentin-Fallavierben a vasútvonal csatlakozik a hagyományos vonalakhoz, így a TGV-hálózatnak kapcsolata van Olaszországgal Chambéryn és Modanen át.

## Műszaki adatok
A pálya első szakaszát 300 km/h-s átlagos sebességre tervezték, a másodikat 320 km/h-ra. A kanyarok ívének sugara 4000 m. A sínpárok közötti távolság 4,2 m. A vasútvonal áthalad tíz viadukton, melyek összhossza 4,3 km, valamint négy alagúton, melyek összhossza 5,3 km. A pályafelügyelet Lyonban működik.

## Állomások
A vasútvonal mentén mindössze egyetlen új pályaudvar épült, a Gare de Lyon-Saint-Exupéry TGV, a Lyon melletti Colombier-Saugnieu település területén. Egyike a legérdekesebb és legszembetűnőbb franciaországi építményeknek. Tervezője a katalán építész, Santiago Calatrava volt. Az állomás a lyoni Saint-Exupéry repülőtér kiszolgálására épült.

## Története
- 1989. október 28: a projekt építésének kezdete
- 1992. december 13: az első szakasz üzembehelyezése
- 1994. július 3: megnyitották a második szakaszt Saint-Quentin-Fallavier és Saint-Marcel-lès-Valence között
- 1994. július 3: megnyitották a Gare de Lyon-Saint-Exupéry TGV állomás
- 2001. június 7: átadták a forgalomnak az LGV Méditerranée nagysebességű vasútvonalat

## Fordítás
Ez a szócikk részben vagy egészben  a   LGV Rhône-Alpes című angol Wikipédia-szócikk ezen változatának fordításán alapul.  Az eredeti cikk szerkesztőit annak laptörténete sorolja fel. Ez a jelzés csupán a megfogalmazás eredetét és a szerzői jogokat jelzi, nem szolgál a cikkben szereplő információk forrásmegjelöléseként.